# 利原站
利原站（韓語：리원역）是朝鮮民主主義人民共和國咸鏡南道利原郡利原邑的一個鐵路車站，属于平罗线。

## 邻近车站
平罗线
松端站 - 利原站 - 双岩站